# Форд (округ, Канзас)
Форд (англ. Ford County) — округ в штате Канзас, США. Официально образован 26 февраля 1867 года. По состоянию на 2010 год, численность населения составляла 33 848 человека.

## География
По данным Бюро переписи США, общая площадь округа равняется 2 847,164 км2, из которых 2 845,118 км2 суша и 0,790 км2 или 0,070 % это водоёмы.

## Население
По данным переписи населения 2000 года в округе проживает 32 458 жителей в составе 10 852 домашних хозяйств и 7 856 семей. Плотность населения составляет 11,00 человек на км2. На территории округа насчитывается 11 650 жилых строений, при плотности застройки около 4,00-ти строений на км2. Расовый состав населения: белые — 74,85 %, афроамериканцы — 1,62 %, коренные американцы (индейцы) — 0,63 %, азиаты — 2,05 %, гавайцы — 0,12 %, представители других рас — 18,17 %, представители двух или более рас — 2,56 %. Испаноязычные составляли 0,00 % населения независимо от расы.
В составе 40,90 % из общего числа домашних хозяйств проживают дети в возрасте до 18 лет, 57,90 % домашних хозяйств представляют собой супружеские пары проживающие вместе, 9,20 % домашних хозяйств представляют собой одиноких женщин без супруга, 27,60 % домашних хозяйств не имеют отношения к семьям, 22,70 % домашних хозяйств состоят из одного человека, 9,50 % домашних хозяйств состоят из престарелых (65 лет и старше), проживающих в одиночестве. Средний размер домашнего хозяйства составляет 2,92 человека, и средний размер семьи 3,42 человека.
Возрастной состав округа: 31,10 % моложе 18 лет, 11,20 % от 18 до 24, 29,40 % от 25 до 44, 17,30 % от 45 до 64 и 17,30 % от 65 и старше. Средний возраст жителя округа 30 лет. На каждые 100 женщин приходится 107,20 мужчин. На каждые 100 женщин старше 18 лет приходится 105,30 мужчин.
Средний доход на домохозяйство в округе составлял 37 860 USD, на семью — 42 734 USD. Среднестатистический заработок мужчины был 27 189 USD против 22 165 USD для женщины. Доход на душу населения составлял 15 721 USD. Около 9,90 % семей и 12,40 % общего населения находились ниже черты бедности, в том числе — 15,40 % молодёжи (тех, кому ещё не исполнилось 18 лет) и 8,40 % тех, кому было уже больше 65 лет.